# Леопольдштадт
Леопольдштадт (нім. Leopoldstadt, букв. «місто Леопольда») — другий район Відня. Названий за іменем імператора Священної Римської імперії Леопольда I.
Леопольдштадт розташований близько до центру міста. Разом з Бріґіттенау (20-м районом), що знаходиться північніше, утворює великий острів між Донауканалом і Дунаєм; до 1900 року Бріґіттенау був частиною Леопольдштадту. Через численне єврейське населення (38,5 % в 1923 році, до холокосту) район отримав прізвисько «Острів маци» (Mazzeinsel).
У Леопольдштадті розміщений Пратер — колишнє місце полювання імператорів, а тепер великий громадський парк загальною площею близько 6 км². У найближчій до центру міста частині Пратера споруджений великий парк атракціонів. Він прилягає до площі Пратерштерн, в центрі якої знаходиться залізнична станція, що до 2006 року мала назву Північний вокзал (Wien-Nord).
Ще один парк, Аугартен Augarten, площею близько 50 га, розміщений в північній частині району. Це найстарший бароковий парк Відня.
В Леопольдштадті також знаходиться найбільший в Австрії виставковий центр Ярмарок Відня і стадіон «Ернст Гаппель» — місце проведення багатьох ігор (в тому числі фінального матчу) чемпіонату Європи з футболу 2008 року.
48°12′37″ пн. ш. 16°24′44″ сх. д. / 48.21028° пн. ш. 16.41222° сх. д.
| Австрія | Це незавершена стаття з географії Австрії. Ви можете допомогти проєкту, виправивши або дописавши її. |